# Марія Логела
Марія Туулія Логела (фін. Maria Tuulia Lohela; нар. 11 червня 1978, Нівала, Фінляндія) — фінська політична діячка, членкиня партії Справжні фіни; Голова парляменту Фінляндії з 2015.

## Життєпис
Отримала диплом бакалавра гуманітарних наук в університеті Турку, 2009—2011 — входила до міського правління Турку.
2008 — у своєму блозі негативно висловилася про ісламістів Фінляндії, а також про емігрантів до Фінляндії, але пізніше відмовилася коментувати ці вислови.
2011—2015 — у парламенті Фінляндії членкиня комісії закордонних справ.
28 травня 2015 на зборах парламентської фракції Справжніх фінів обрана спікеркою парламенту Фінляндії та затверджена на посаді на засіданні Едускунти 29 травня.
Після обрання лідером партії Юсі Галла-ахо, Логела в числі 20 депутатів-однопартійців залишила лави Справжніх фінів, створивши фракцію «Нова альтернатива».